# Parque nacional Promontorio Wilsons
El Parque nacional Promontorio Wilsons (Wilsons Promontory National Park), generalmente abreviado Wilsons Prom, es un parque nacional en la región de Gippsland en Victoria (Australia), ubicado 157 km al sureste de Melbourne.
Cubre la mayor parte de la península del Promontorio Wilsons y es el parque nacional más al sur del continente australiano. De hecho, contienen el punto más meridional de éste, con un faro que ha funcionado de forma continua desde 1859. Es famoso por su hermosa  selva lluviosa, sus playas naturales y su vida salvaje.
El parque es muy popular para actividades de senderismo. Tiene instalaciones de acampada con servicios básicos cerca de la desembocadura del río de la Marea (Tidal River).

## Acampada

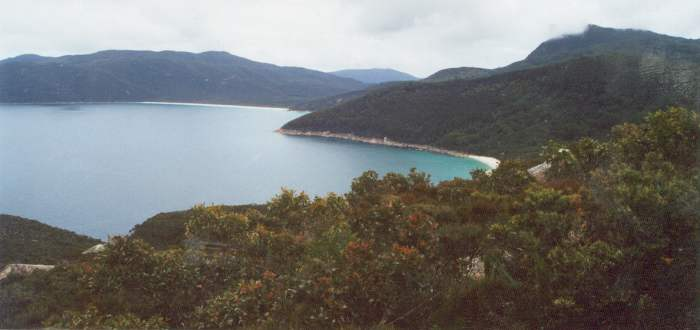
Lado este del Promontorio Wilsons.

El principal lugar de acampada está cerca del río de la Marea con espacios sin electricidad para tiendas de campaña y para remolques y algunas camas. También dispone de duchas, baños, un almacén y un centro de visitantes. En verano es indispensable reservar, debido a la gran afluencia de visitantes durante las vacaciones estivales. No se permite acampar fuera de las áreas señaladas.

## Vida salvaje

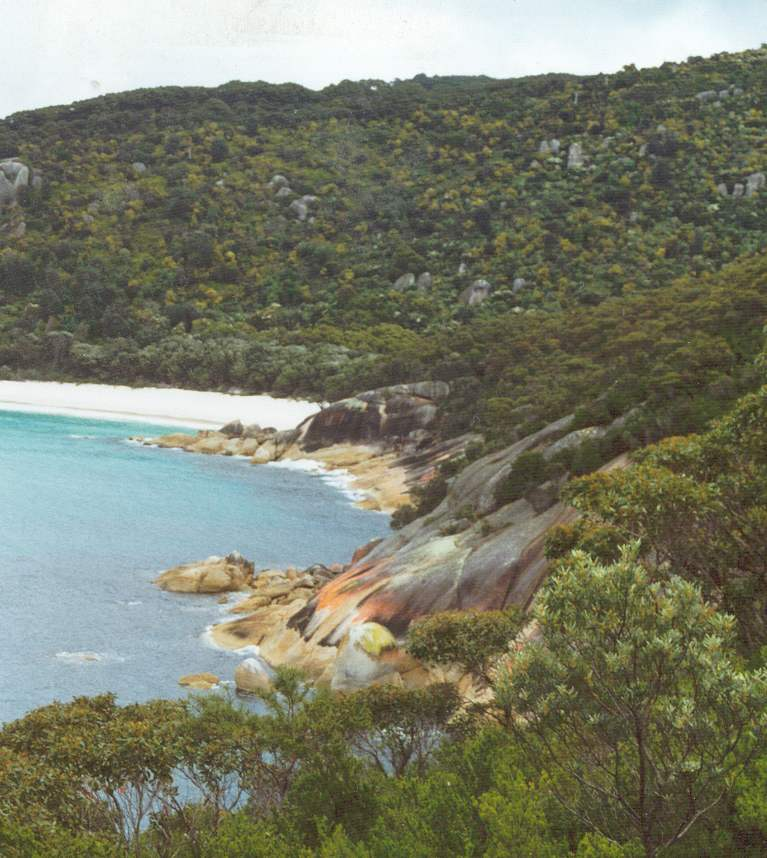
Rocas de gran colorido.

El parque nacional es el hogar de una gran variedad de especies salvajes que incluyen canguros, wombats, erizos, emús, gran variedad de pequeños marsupiales y numerosas especies de aves, entre ellas las rosellas. También se pueden encontrar serpientes venesosas como la serpiente marrón o la serpiente tigre.
Generalmente, los animales que habitan cerca del río de la Marea están acostumbrados a la presencia humana. Muchas aves se acercan hasta el campamento y aceptan alimentos de los humanos e inspeccionan las tiendas de campaña. Las rosellas de los alrededores del río vienen siendo la atracción más popular del parque. El almacén vendía semillas de girasol para alimentarlas, pero en la actualidad se intenta evitar esa práctica para no entorpecer el estilo de vida y hábitat de estos animales. Al alejarse del campamento, los animales están menos acostumbrados a la presencia humana y son mucho más difíciles de observar.

## Senderismo

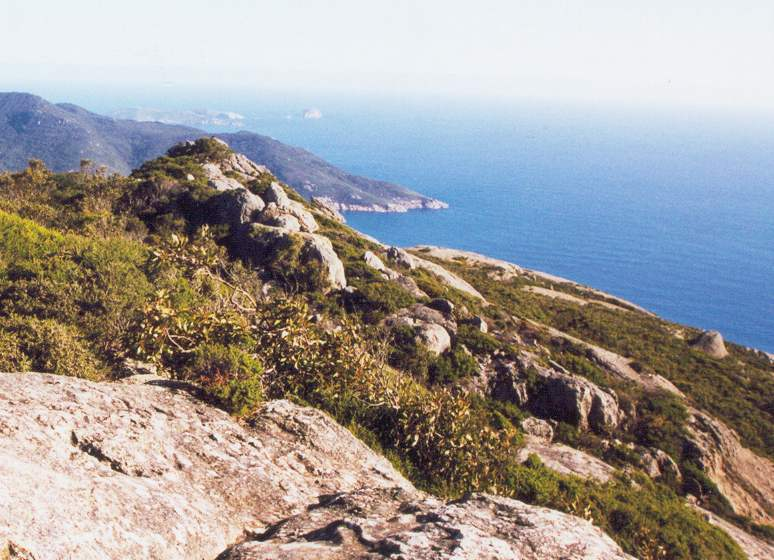
Vista desde el Monte Oberon.

El Promontorio Wilsons tiene diferentes áreas para recorrer. Hay caminos de diferentes niveles de dificultad, la mayoría para recorridos de un día, aunque también hay un circuito propuesto de tres días. Hace falta un permiso para pasar la noche fuera del campamento. 
Buena parte de la península está cubierta por  selva lluviosa. Los caminos para recorrer la península generalmente bordean las selvas y cruzan ríos por pequeños puentes. Se puede observar en esos recorridos gran variedad de vida salvaje, incluyendo muchas culebras.  
También hay terreno montañoso, desde el Monte Oberon se observan hermosas vistas prácticamente salvajes.
Las playas son extensas y de arena blanca. Hay poca gente en ellas debido a lo remoto de su ubicación. Una playa interesante es Playa Rechinante (Squeaky Beach), llamada así debido a que su arena, formada por partículos diminutas de cuarzo, rechina cuando se camina sobre ella.

## Clima

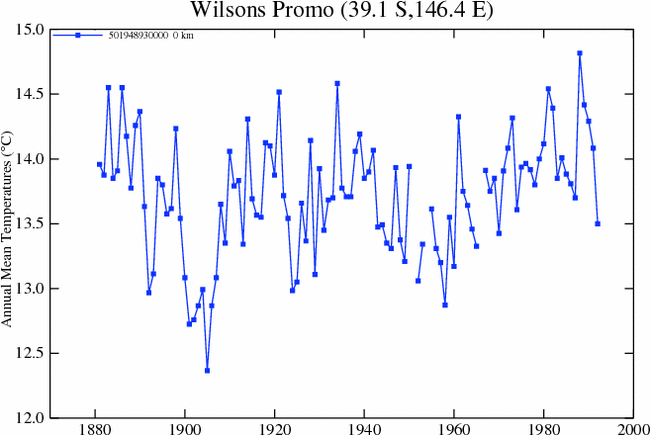
Temperaturas promedio del aire en casilla meteo, 1880 a 2008 (NASA).

Ver imagen:

## Civilización
El Promontorio Wilsons está aislado. El pueblo más cercano es Yanakie a unos 36 km del río de la Marea. Yanakie tiene pocos habitantes pero ofrece alojamiento turístico.